# Miami Dolphins 1994
La stagione 1994 dei Miami Dolphins è stata la numero 29 della franchigia, la venticinquesima nella National Football League. Il 23 marzo, la NFL approvò il trasferimento della quota di maggioranza del club dalla famiglia Robbie a Wayne Huizenga.

## Calendario

### Stagione regolare
| Turno | Data               | Avversario             | Risultato          | Ora TV             | Pubblico           |
| ----- | ------------------ | ---------------------- | ------------------ | ------------------ | ------------------ |
| 1     | 4/9/1994           | New England Patriots   | V 39–35            | NBC 4:15pm         | 71.023             |
| 2     | 11/9/1994          | @ Green Bay Packers    | V 24–14            | NBC 1:00pm         | 55.011             |
| 3     | 18/9/1994          | New York Jets          | V 28–14            | NBC 1:00pm         | 68.977             |
| 4     | 25/9/1994          | @ Minnesota Vikings    | S 38–35            | NBC 1:00pm         | 64.035             |
| 5     | 2/10/1994          | @ Cincinnati Bengals   | V 23–7             | TNT 8:15pm         | 55.056             |
| 6     | 9/10/1994          | at Buffalo Bills       | S 21–11            | NBC 1:00pm         | 79.491             |
| 7     | 16/10/1994         | Los Angeles Raiders    | V 20–17            | NBC 1:00pm         | 70.112             |
| 8     | Settimana di pausa | Settimana di pausa     | Settimana di pausa | Settimana di pausa | Settimana di pausa |
| 9     | 30/10/1994         | @ New England Patriots | V 23–3             | NBC 4:15pm         | 59.167             |
| 10    | 6/11/1994          | Indianapolis Colts     | V 22–21            | NBC 1:00pm         | 71.158             |
| 11    | 13/11/1994         | Chicago Bears          | S 17–14            | FOX 1:00pm         | 64.871             |
| 12    | 20/11/1994         | @ Pittsburgh Steelers  | S 16–13            | NBC 1:00pm         | 59.148             |
| 13    | 27/11/1994         | @ New York Jets        | V 28–24            | NBC 4:15pm         | 75.606             |
| 14    | 4/12/1994          | Buffalo Bills          | S 42–31            | ESPN 8:15pm        | 69.538             |
| 15    | 12/12/1994         | Kansas City Chiefs     | V 45–28            | ABC 9:00pm         | 71.578             |
| 16    | 18/12/1994         | @ Indianapolis Colts   | S 10–6             | NBC 1:00pm         | 58.867             |
| 17    | 25/12/1994         | Detroit Lions          | V 27–20            | ESPN 8:15pm        | 70.980             |

### Playoff
| Turno    | Data       | Avversario           | Risultato |
| -------- | ---------- | -------------------- | --------- |
| Wildcard | 31/12/1994 | Kansas City Chiefs   | V 27–17   |
| Division | 8/1/1995   | @ San Diego Chargers | S 22–21   |

## Classifiche
| AFC East                 | AFC East | AFC East | AFC East | AFC East | AFC East | AFC East | AFC East |
|                          | V        | S        | P        | %        | PF       | PS       | Str.     |
| ------------------------ | -------- | -------- | -------- | -------- | -------- | -------- | -------- |
| (3) Miami Dolphins       | 10       | 6        | 0        | .625     | 389      | 327      | V1       |
| (5) New England Patriots | 10       | 6        | 0        | .625     | 351      | 312      | V7       |
| Indianapolis Colts       | 8        | 8        | 0        | .500     | 307      | 320      | V2       |
| Buffalo Bills            | 7        | 9        | 0        | .438     | 340      | 356      | S3       |
| New York Jets            | 6        | 10       | 0        | .375     | 264      | 320      | S5       |

## Premi
- Dan Marino:

comeback player of the year
- Tim Bowens:

rookie difensivo dell'anno